# ذو الحدود الثلاثة
ذو الثلاثة أسماء (ج. ذوات الثلاثة أسماء) في العلم الرياضي هو المقدار المركب المعبر عنه بثلاثة أسماء أي ثلاثة ألفاظ كالواحد والثلاثة إلا الواحد (1+3-1).